# 犬になったら好きな人に拾われた。
『犬になったら好きな人に拾われた。』（いぬになったらすきなひとにひろわれた）は、古川五勢による日本の漫画作品。2020年8月2日より『マガジンポケット』（講談社）にて連載を開始。『少年マガジンR』（同社）でも2020年9月20日発売の10号より連載を開始し、2022年3月17日には『マガジンポケット』から『少年マガジンR』に移籍。2023年1月20日発売の2号にて同誌が休刊となり、『月マガ基地』（同）に移籍して、同年2月14日より7月18日まで連載された。
ある日目覚めたら犬の姿になっていた主人公と、同じクラスの女子・犬飼を描くラブコメディ。犬目線でローアングルなシーンがメインとなっており、VR風ラブコメと銘打たれている。
また2023年1月から3月までテレビアニメが放送された。

## 登場人物
声の項はテレビアニメ版の担当声優。
ポチ太（ポチた）
声 - 梅田修一朗
主人公。犬の姿になってしまった元男子高校生。
「ポチ太」という名前は犬として加恋に拾われた際に付けられた名前であり、本来の人間としての名前は不明。
バレンタインデーにイナリから渡されたチョコを食べたことで気を失い、次に目が覚めた時には犬になっていた。
加恋のことが好きであり、人間として加恋に告白するために、犬の姿から元に戻ろうと奔走している。
犬飼加恋（いぬかい かれん）
声 - 会沢紗弥
ヒロイン。無表情でクールだが、犬好きの女子高生。
道で倒れていたポチ太を拾い、自分の飼い犬として育て始めた。
無表情でクールなのは演技であり、自分とポチ太しかいない場所では表情豊かになる。
幼い頃現在のポチ太とは別に、同じ「ポチ太」という名前の犬を飼っていたが、犬が死亡したことをきっかけに心を閉ざしてしまう。そのため現在の無表情の印象が出来上がった。さらに関わり方が分からなくなってしまったことと無表情の印象で誤解を受け、クラスで孤立してしまっている。
文化祭においてポチ太の支援によりクラスメイトと交流が出来るようになった。
猫谷ミケ（ねこたに ミケ）
声 - 相良茉優
加恋の幼馴染で、ポチ太の実家の隣に住んでいる女子高生。犬が苦手なのだが、なぜか犬によく絡まれる。
ポチ太とは加恋に勉強を教わるため加恋の家を訪れた際に出会った。
当初はポチ太に対して怖がっていたが、服に入り込んだムカデを取ってもらったことをきっかけに、苦手ながらもポチ太と関わっている。
加恋が無表情になった理由を知っており、どうにか元に戻そうと奔走するがあまりうまくいっていない。そんな時、ポチ太が現れ加恋が笑うようになったため、ポチ太に対して感謝と同時に多少嫉妬している。
月城うさぎ（つきしろ うさぎ）
声 - 小坂井祐莉絵
植物係に所属する女子高生で、ポチ太の後輩。人間としてのポチ太が好きであり、行方不明になったあと、ポチ太の実家に通い掃除などを行っていた。
ポチ太の正体は知らないはずだが、偶然にも犬の姿のポチ太と人間のポチ太のことを同一視して「先輩」と呼び、加恋から奪い取ろうと画策している。
咲比良イナリ（さきひら いなり）
声 - 井口裕香
学園でも知られているマッドサイエンティストな白衣の少女。ポチ太が犬の姿になった要因に深く関わりがあると思われる本編の黒幕的存在。
ポチ太に加恋から頼まれたと嘘をついてチョコを渡しており、物事の発端であり元凶とされている。
学園祭の犬カフェ来店の際は揺さぶりかける物言いで加恋を挑発して心意を確かめようとした。
学級委員長（がっきゅういいんちょう）
声 - 榊原ゆい
TVアニメ版の第8話から登場で、本名不明な女子。
加恋母（かれんはは）
声 - 後藤邑子
TVアニメ版の第1話から登場で、本名不明。

## 書誌情報
電子書籍限定で、各巻「かなりHな描き下ろし漫画付き特装版」も発売。
- 古川五勢 『犬になったら好きな人に拾われた。』 講談社〈月刊少年マガジンコミックス〉、全9巻
  1. 2020年11月9日発売[12]、ISBN 978-4-06-521493-0
  2. 2021年3月9日発売[13]、ISBN 978-4-06-522734-3
  3. 2021年7月8日発売[14]、ISBN 978-4-06-524164-6
  4. 2021年11月17日発売[15]、ISBN 978-4-06-525904-7
  5. 2022年3月17日発売[16]、ISBN 978-4-06-527304-3
  6. 2022年8月17日発売[17]、ISBN 978-4-06-528878-8
  7. 2022年11月16日発売[18]、ISBN 978-4-06-529976-0
  8. 2023年3月9日発売[19]、ISBN 978-4-06-530744-1
  9. 2023年7月14日発売[2]、ISBN 978-4-06-531913-0

## テレビアニメ
2022年3月にテレビアニメ化が発表され、2023年1月から3月までTOKYO MXほかにて放送された。15分枠。地上波などで放送の「放送ver.」と、AT-Xでの放送や一部配信サイトで配信の「ワンダフルver.」、AnimeFestaでEST販売される「完全ワンダフルver.」の3形態で放送・配信・販売。

### スタッフ
- 原作 - 古川五勢[9]
- 監督 - 安ドウタカシ[9]
- シリーズ構成・脚本 - 神不二鐘斗
- キャラクターデザイン - 森田和明[9]
- ヴィジュアルディレクター - 斉藤久[9]
- デザインワークス - 岩田竜治、森前和也、輿石暁、柄谷綾子、赤樹壱磨、鷲北恭太[9]
- 美術監督 - 地蔵本拓嗣[9]
- 美術設定 - 地蔵本拓嗣、小野寺美幸、秋山真理子[9]
- 色彩設計 - ながさか暁[9]
- 撮影監督 - 加納篤[9]
- 編集 - 木村祥明[9]
- 音響監督 - 吉田光平[9]
- 音響効果 - 鈴木潤一朗、静岡佑紀[9]
- 音楽 - 菊池達也[9]
- 音楽制作 - キングレコード
- 音楽プロデューサー - 佐藤純之介
- プロデューサー - 藤井貴大、平原唯灯、米澤明、小澤文啓、楠元久貴、淡野直人
- アニメーションプロデューサー - 黄樹弐悠
- 制作プロデューサー - 淡野直人
- アニメーション制作 - Quad[9]
- 製作 - 犬ひろ製作委員会

### 主題歌
「逆境☆不惑☆フラクション」
オープニングテーマ。作詞は佐咲紗花、作曲・編曲は酒井陽一。歌唱は橋本みゆき、榊原ゆい、Ritaがメインボーカルを務め、AiRI、Ayumi.、片霧烈火、川村ゆみ、佐咲紗花、Duca、中恵光城、のみこ、美郷あき、yozuca*、rino、riya (eufonius)も参加している。
「レッツゴー・マイ・ハウス!!!」
エンディングテーマ。作詞は工藤寛顕、作曲・編曲は酒井祐輝。歌は犬飼加恋（会沢紗弥）、猫谷ミケ（相良茉優）、月城うさぎ（小坂井祐莉絵）。
作中のエンディングクレジットでは4通りの表記があり、無印が第1と12話、犬飼加恋Ver.が第2と4と8と10話、猫谷ミケVer.が第3と5と9話、月城うさぎVer.が第6と7と11話、となっている。映像部分が違う他、曲自体も微妙にバリエーションがある。

### 各話リスト
| 話数   | サブタイトル         | 絵コンテ     | 演出                  | 作画監督                 | 総作画監督             | 初放送日      |
| ------ | -------------------- | ------------ | --------------------- | ------------------------ | ---------------------- | ------------- |
| #1     | お手。               | 安ドウタカシ | 安ドウタカシ          | 森前和也                 | 森田和明               | 2023年 1月7日 |
| #2     | おさんぽ。           | 吉田英俊     | 安ドウタカシ          | 藤田正幸                 | 森田和明               | 1月14日       |
| #3     | こわがるネコ。       | 吉田英俊     | 木村佳嗣              | 趙小川 王敏 姜海華 徐超  | 森田和明               | 1月21日       |
| #4     | 犬のきもち。         | 吉田英俊     | 木村佳嗣              | 趙小川 王敏 姜海華 徐超  | 森田和明 森前和也      | 1月28日       |
| #5     | 脱出。               | Royden B     | 岩垂瑞樹              | 柄谷綾子                 | 森田和明               | 2月4日        |
| #6     | さびしいうさぎ。     | Royden B     | 岩垂瑞樹              | 藤田正幸                 | 森田和明 森前和也      | 2月11日       |
| #7     | ハウス対決。         | 斎藤久       | 森田侑希              | 王敏 周健 趙小川         | 森田和明 森前和也      | 2月18日       |
| #8     | 学園潜入。           | 斎藤久       | 森田侑希              | 王敏 周健 趙小川         | 森田和明 森前和也      | 2月25日       |
| #9     | ワンちゃんパニック。 | 吉田英俊     | 木村佳嗣 安ドウタカシ | 藤田正幸                 | 森田和明 森前和也      | 3月4日        |
| #10    | ポチ太。             | 吉田英俊     | 木村佳嗣 安ドウタカシ | 柄谷綾子                 | 森田和明 森前和也      | 3月11日       |
| #11    | いぬゆ。             | 吉田英俊     | 安ドウタカシ          | 藤田正幸                 | 森田和明 森前和也      | 3月18日       |
| #12    | はじめてのキス。     | 安ドウタカシ | 安ドウタカシ          | 服部憲知 飯飼一幸 輿石暁 | 森田和明 森前和也      | 3月25日       |
| OVA 01 | ドッグプール。       | 岩垂瑞樹     | 岩垂瑞樹              | 森田和明                 | 無錫櫻花アニメーション | 3月29日       |
| OVA 02 | 学園祭デート。       | 岩垂瑞樹     | 岩垂瑞樹              | 森田和明                 | 無錫櫻花アニメーション | 4月26日       |

### 放送局
| 放送期間                | 放送時間                     | 放送局   | 対象地域 | 備考                                                |
| ----------------------- | ---------------------------- | -------- | -------- | --------------------------------------------------- |
| 2023年1月7日 - 3月25日  | 土曜 1:35 - 1:50（金曜深夜） | TOKYO MX | 東京都   |                                                     |
| 2023年1月10日 - 3月28日 | 火曜 1:30 - 1:45（月曜深夜） | BS11     | 日本全域 | BS放送 / 『ANIME+』枠                               |
| 2023年1月13日 - 3月31日 | 金曜 22:45 - 23:00           | AT-X     | 日本全域 | CS放送 / 字幕放送 / リピート放送あり ワンダフルver. |

| 配信開始日    | 配信時間                   | 配信サイト | 備考                                                              |
| ------------- | -------------------------- | --- | ----------------------------------------------------------------- |
| 2023年1月6日  | 金曜 0:00 更新（木曜深夜） | ABEMA dアニメストア | 5日遅れでワンダフルver.を配信                                     |
| 2023年1月12日 | 木曜 0:00 更新（水曜深夜） | AnimeFesta | ワンダフルver.を配信 7日遅れで完全ワンダフルver.を配信（EST販売） |
| 2023年1月13日 | 金曜 0:00 更新（木曜深夜） | U-NEXT アニメ放題 ひかりTV TELASA J:COMオンデマンド milplus FOD ニコニコチャンネル DMM TV Hulu dTV アニメタイムズ ビデオマーケット music.jp GYAO!ストア クランクイン！ビデオ | 4日遅れでワンダフルver.を配信                                     |
|               |                            | Amazon Prime Video GYAO! バンダイチャンネル スマートパスプレミアム | 放送ver.のみ配信                                                  |
| 2023年1月17日 | 火曜 0:00 更新（月曜深夜） | Rakuten TV | ワンダフルver.のみ配信                                            |
|               | 火曜 12:00 更新            | ムービーフルPlus | 放送ver.のみ配信                                                  |
|               |                            | HAPPY!動画 | ワンダフルver.のみ配信                                            |
| 2023年1月19日 | 木曜 12:00 更新            | ふらっと動画 | 放送ver.のみ配信                                                  |

### BD
| 巻 | 発売日        | 収録話         | 規格品番     |
| -- | ------------- | -------------- | ------------ |
| 上 | 2023年3月29日 | 第1話 - 第6話  | KIXA-90954   |
| 下 | 2023年4月26日 | 第7話 - 第12話 | KIZX-90574/5 |